# SOR C 9,5
SOR C 9,5 je model českého příměstského standardního autobusu, který byl vyráběn společností SOR Libchavy mezi lety 1997 a 2022.

## Konstrukce
Model SOR C 9,5 je dvounápravový s dvoudveřovou karoserií. Zadní náprava je hnací, motor a převodovka se nachází pod podlahou v zadní části vozu. Polosamonosná karoserie vozu je svařena z ocelových uzavřených profilů, zvenku je oplechovaná, zevnitř obložená plastovými deskami, vybrané spodní části jsou z nerezové oceli. Podlaha se nachází ve výšce 800 mm nad vozovkou. Přední náprava je značky SOR, zadní tuhá náprava je značky Meritor.

## Výroba a provoz
V České republice nebyl v době uvedení SORu C 9,5 žádný jiný autobus v téže kategorii a díky tomu se tento model objevil u většího množství soukromých dopravců, provozujících linky s menší poptávkou. Mezi největší provozovatele SORů C 9,5 se řadí skupina Veolia Transport, dalšími významnými dopravci jsou například Probo trans Beroun nebo OAD Kolín. Model SOR C 9,5 je sice stále ve výrobním programu, prakticky je ale nahrazen částečně nízkopodlažním typem SOR CN 9,5. Celkem bylo vyrobeno 514 kusů.[zdroj⁠?!]

## Historické vozy
- Škoda-Bus Klub Plzeň (vůz SPZ RA 84-85)